# Base NATO Venda
La base militare NATO Venda è stata una base NATO e dell’aeronautica militare italiana attiva tra il 1955 e il 1998, situata in un sistema di gallerie all'interno del monte Venda, prevalentemente nel comune di Teolo in provincia di Padova. Era la sede del 1° ROC (Regional Operational Command). In caso di ostilità con nazioni appartenenti al Patto di Varsavia, il 1° ROC sarebbe diventato il posto comando della 5 ATAF (Allied Tactical Air Force) e sarebbe passato sotto il controllo di AIRSOUTH, il comando della forze aeree del sud della NATO, in collegamento con il comando di West Star (sede operativa del Comando delle Forze Terrestri Alleate del Sud Europa FTASE). Situata in un sistema di gallerie scavate nel ventre del monte, era un sito strategico della difesa italiana ed alleata, un vero e proprio nodo nevralgico della difesa aerea inserito nel sistema NADGE (Nato Air Defence Ground Environment). Tale base controllava tutto il traffico aereo militare e commerciale fino a Roma identificando ogni aereo in amico o nemico ed intervenendo conseguentemente. Ogni informazione circa le attività svolte nella base erano strettamente soggette a segreto militare e tutta l’area e gli accessi alle gallerie (3 accessi) erano sorvegliati dai VAM (vigilanza aeronautica militare).

## Storia
È stata costruita negli anni cinquanta con fondi messi a disposizione dall'Italia e dagli Stati Uniti d'America, nell'area dove era già presente il 1° DAT (Difesa Aerea Territoriale). Dagli Anni 1960 il controllo passa totalmente all'Aeronautica Militare, il suo nome in codice, usato nelle comunicazioni militari era "Rupe", proprio perché scavata dentro la roccia. Dopo la chiusura le attività del 1° ROC del monte Venda sono state suddivise tra la base aerea di Poggio Renatico e il Padova ACC di Abano Terme.

## La struttura

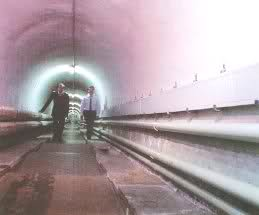
Tunnel di accesso al bunker della base

La struttura era composta da una galleria collocata ad una profondità variabile fra i 20 ed i 70 metri di roccia, avente una lunghezza complessiva di 1.046 metri. Aveva una forma a esse, con due diramazioni rivestita di eternit. All'interno erano presenti le sale operative, pannellate, formato container. Una "vasca", con i cinque monitor collegati alla rete radar, la sala computer, mantenuta ad una temperatura costante di venti gradi, la sala telescriventi. L'aria arrivava dalla superficie, attraverso condotte, anche quelle rivestite di amianto, e veniva distribuita nei locali da una serie di griglie. Nel bunker lavoravano oltre cinquecento militari effettivi, distribuiti su tre turni.
La base operativa occupava all'incirca la metà superiore del monte, sulla cui sommità vi erano le antenne radar e le relative attrezzature, oltre ad antenne e ponti radio civili (es. la Rai). Attualmente sono rimaste solo quest'ultime, i radar sono stati dismessi. La base operativa si sviluppava lungo la strada militare a tornanti che, dall'ingresso della caserma, portava alla cima di monte Venda. La montagna era tutta scavata, nel senso che era percorsa da una galleria di tipo elicoidale, a prova NBC, presso cui stavano i turnisti, in sostanza gli operatori radar. I VAM presidiavano la base sia dall'esterno della galleria (strada militare, bosco, postazioni radar) sia all'interno della galleria. Dalla cosiddetta "smessa lavori" (dal primo pomeriggio fino al mattino seguente, orario in cui la galleria veniva ermeticamente chiusa con gli operatori radar ed i relativi VAM di turno all'interno, mentre gli avieri generici, ufficiali e sottufficiali non di turno se ne tornavano alla base logistica) la base operativa al suo esterno era presidiata dalla VAM, che dalla sera all'alba pattugliavano un'area boscosa molto vasta.

## Sede logistica
A Giarre di Abano Terme in via Roveri era presente una sede distaccata della base, conosciuta anche con il nome di "caserma di Giarre", di fatto una caserma che fungeva da magazzino, base automezzi e dormitorio che veniva usata soprattutto da avieri generici e sottufficiali.

## Altre basi ROC
Esistevano altre due basi simili a quella del Venda. Una era il 2° ROC sul monte Cavo, mentre l'altra era il 3° ROC a Martina Franca.

## Decessi e patologie da radon ed amianto
Dagli anni '90 ad oggi, la base ha fatto parlare di sé per i decessi di alcuni militari che hanno lavorato al 1° ROC del Venda. Ad oggi le morti collegabili sarebbero una sessantina e la tematica è approdata anche in parlamento.
All'epoca il limite consigliato di esposizione al radon era di 400 becquerel per metro cubo, mentre l'esposizione effettiva nell'area del 1° ROC era di diverse migliaia di becquerel.

## Galleria d'immagini

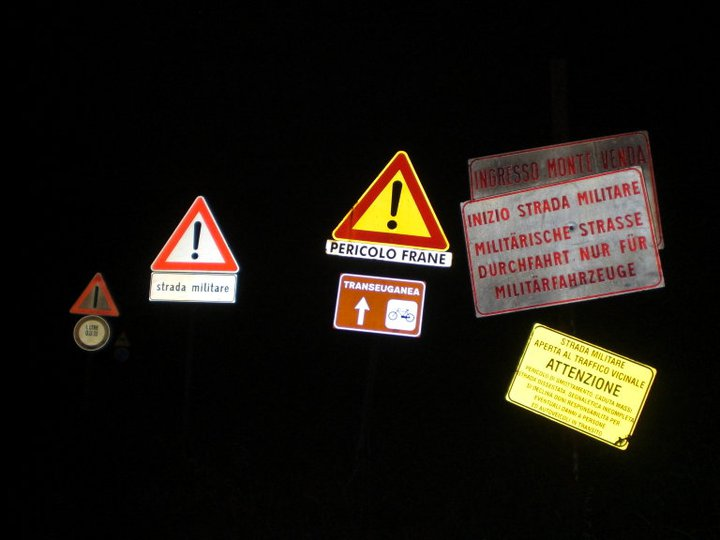
Cartelli militari presenti sulla strada di accesso
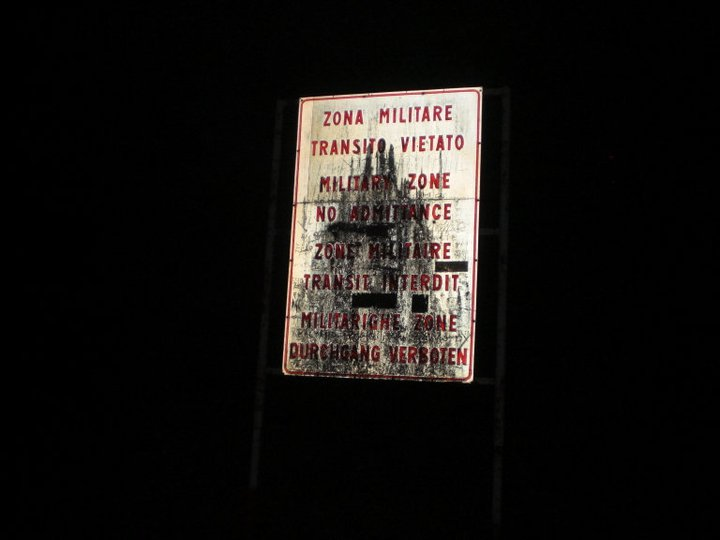
Cartello militare presente all'ingresso
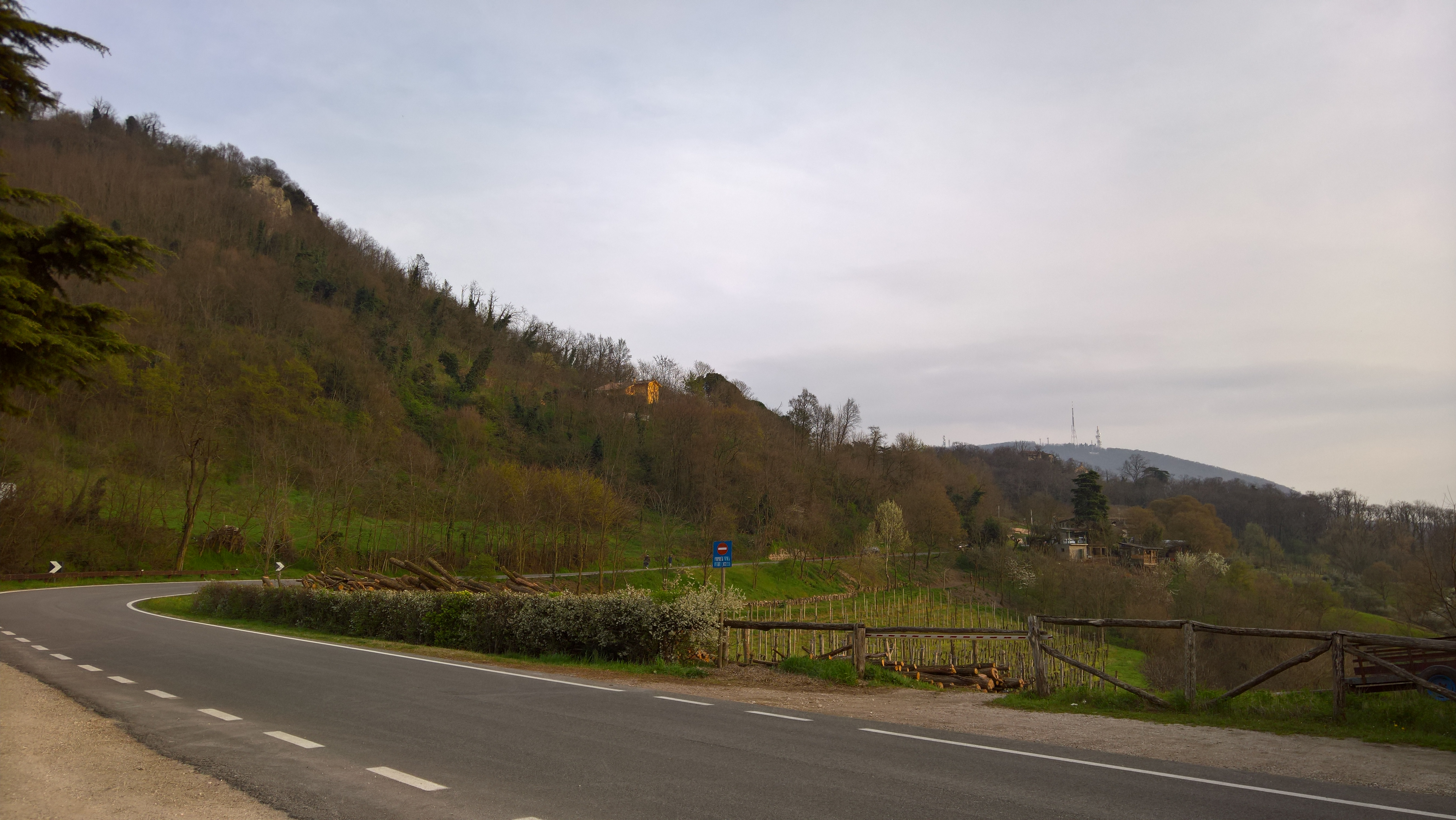
Antenne militari presenti in cima alla base